# Elachiptera bimaculata
Elachiptera bimaculata är en tvåvingeart som först beskrevs av Friedrich Hermann Loew 1845.  Elachiptera bimaculata ingår i släktet Elachiptera och familjen fritflugor. Inga underarter finns listade i Catalogue of Life.